# Terapia adiuvante
Con il termine terapia adiuvante in medicina, e in particolare in oncologia, s'intende un trattamento che viene effettuato dopo l'atto terapeutico principale (in genere chirurgia)  in assenza di qualsiasi sospetto che vi siano dei residui macroscopici di malattia. È una terapia che viene somministrata in aggiunta alla terapia primaria o iniziale per massimizzare la sua efficacia. Un esempio di tale terapia adiuvante è il trattamento aggiuntivo di solito somministrato dopo l'intervento chirurgico in cui è stata rimossa tutta la malattia rilevabile, ma dove esiste un rischio statistico di ricaduta a causa della presenza di malattia non rilevata. Se la neoplasia viene lasciata dopo un intervento chirurgico, un ulteriore trattamento non è tecnicamente adiuvante.
L'uso più frequente si riferisce:
- alla terapia medica sistemica (ormonoterapia e/o chemioterapia) dopo l'asportazione di un carcinoma della mammella;
- alla radioterapia dopo un intervento chirurgico per un carcinoma della mammella (la radioterapia è sempre utilizzata dopo un intervento limitato (quadrantectomia) ed è necessaria anche dopo un intervento più esteso (mastectomia) se il tumore è di grandi dimensioni o se ci sono più di tre linfonodi ascellari sede di ripetizione neoplastica);
- alla chemioterapia dopo l'asportazione di un carcinoma del colon o di altri organi (carcinoma dello stomaco, carcinoma dell'ovaio, eccetera);
- alla radioterapia associata alla chemioterapia per il carcinoma del retto (questo tipo di trattamento combinato è ancora più utile se somministrato prima della chirurgia).

Una terapia adiuvante ha senso solo se vi è un rischio rilevante di recidiva, se esiste una terapia che è in grado di prolungare la sopravvivenza globale del paziente e/o di migliorare la sua qualità di vita e se il paziente è in grado di tollerare questo trattamento. L'utilità della terapia adiuvante, e in particolare il bilancio tra i possibili benefici e i probabili effetti tossici devono essere valutati dal medico, che ne discuterà con il paziente.

## Storia
Il termine "terapia adiuvante", derivato dal termine latino adiuvare, che significa "aiutare", fu coniato per la prima volta da Paul Carbone e dal suo team presso il National Cancer Institute nel 1963. Nel 1968, il National Surgical Adjuvant Breast and Bowel Project (NSABP) ha pubblicato i risultati del suo studio B-01 per il primo studio randomizzato che ha valutato l'effetto di un agente alchilante adiuvante nel carcinoma mammario. I risultati hanno indicato che la terapia adiuvante somministrata dopo la mastectomia radicale iniziale "ha significativamente ridotto il tasso di recidiva nelle donne in pre-menopausa con quattro o più linfonodi ascellari positivi."
La teoria in erba dell'utilizzo di terapie aggiuntive per integrare la chirurgia primaria è stata messa in pratica da Gianni Bonadonna e dai suoi colleghi dell'Istituto Tumori in Italia nel 1973, dove hanno condotto uno studio randomizzato che ha dimostrato esiti di sopravvivenza più favorevoli che hanno accompagnato l'uso del ciclofosfamide metotrexato fluoro-acido (CMF) dopo la mastectomia iniziale.
Nel 1976, poco dopo lo storico processo di Bonadonna, Bernard Fisher dell'Università di Pittsburgh iniziò un simile studio randomizzato che confrontava la sopravvivenza dei pazienti con carcinoma mammario trattati con radiazioni dopo la mastectomia iniziale con quelli che avevano ricevuto solo l'intervento chirurgico. I suoi risultati, pubblicati nel 1985, indicano una maggiore sopravvivenza libera da malattia per l'ex gruppo.
Nonostante il respingimento iniziale da parte dei chirurghi del cancro al seno che credevano che le loro mastectomie radicali fossero sufficienti a rimuovere tutte le tracce di cancro, il successo degli studi di Bonadonna e Fisher ha portato la terapia adiuvante sul mainstream in oncologia. Da allora, il campo della terapia adiuvante si è notevolmente ampliato per includere una vasta gamma di terapie adiuvanti per includere la chemioterapia, l'immunoterapia, la terapia ormonale e le radiazioni.

## Terapia neoadiuvante
La terapia neoadiuvante, in contrasto con la terapia adiuvante, viene somministrata prima del trattamento principale. Ad esempio, la terapia sistemica per il carcinoma mammario somministrata prima della rimozione di una mammella è considerata chemioterapia neoadiuvante. Il motivo più comune per la terapia neoadiuvante per il cancro è ridurre le dimensioni del tumore in modo da facilitare un intervento chirurgico più efficace.
Nel contesto del carcinoma mammario, la chemioterapia neoadiuvante somministrata prima dell'intervento chirurgico può migliorare la sopravvivenza nei pazienti. Se non sono presenti cellule tumorali attive in un tessuto estratto dal sito del tumore dopo terapia neoadiuvante, i medici classificano un caso come "risposta patologica completa" o "pCR". Mentre la risposta alla terapia ha dimostrato di essere un forte predittore di esito, la comunità medica non ha ancora raggiunto un consenso in merito alla definizione di pCR in vari sottotipi di cancro al seno. Non è chiaro se la pCR possa essere utilizzata come endpoint surrogato nei casi di carcinoma mammario.

## Terapia adiuvante
Ad esempio, la radioterapia o la terapia sistemica viene comunemente somministrata come trattamento adiuvante dopo un intervento chirurgico per il cancro al seno. La terapia sistemica consiste in chemioterapia, immunoterapia o modificatori della risposta biologica o terapia ormonale. Gli oncologi utilizzano prove statistiche per valutare il rischio di recidiva della malattia prima di decidere la terapia adiuvante specifica. L'obiettivo del trattamento adiuvante è migliorare i sintomi specifici della malattia e la sopravvivenza globale. Poiché il trattamento è essenzialmente per un rischio, piuttosto che per una malattia dimostrabile, è accettato che una percentuale di pazienti che ricevono una terapia adiuvante sarà già stata curata dal loro intervento chirurgico primario.
La terapia sistemica adiuvante e la radioterapia sono spesso somministrate a seguito di un intervento chirurgico per molti tipi di cancro, tra cui il cancro del colon, del polmone, del pancreas, della mammella, della prostata e di alcuni tumori ginecologici. Tuttavia, alcune forme di cancro non beneficiano della terapia adiuvante. Tali tumori includono il carcinoma a cellule renali e alcune forme di cancro al cervello.
L'ipertermia o la terapia del calore sono considerate una sorta di terapia adiuvante che viene somministrata insieme alle radiazioni o alla chemioterapia per aumentare gli effetti di questi trattamenti convenzionali. Il riscaldamento del tumore mediante radiofrequenza (RF) o energia a microonde aumenta il contenuto di ossigeno nel sito del tumore, con conseguente aumento della risposta durante le radiazioni o la chemioterapia. Ad esempio, l'ipertermia viene aggiunta due volte alla settimana alla radioterapia per l'intero corso del trattamento in molti centri oncologici e la sfida è aumentare il suo utilizzo in tutto il mondo.

### Controversia
Fin dal suo inizio, l'uso della terapia adiuvante ha ricevuto un esame per i suoi effetti avversi sulla qualità della vita dei pazienti oncologici. Ad esempio, poiché gli effetti collaterali della chemioterapia adiuvante possono variare dalla nausea alla infertilità, i medici sono cauti quando prescrivono la chemioterapia.
Nel contesto del melanoma, alcuni trattamenti, come ipilimumab, provocano eventi avversi di alto grado o eventi avversi immuno-correlati, nel 10-15% dei pazienti che si confronta con gli effetti del melanoma metastatico stesso. Allo stesso modo, sono note diverse terapie adiuvanti comuni per avere il potenziale di causare malattie cardiovascolari. In tali casi, i medici devono valutare il rischio dei futuri rischi cardiovascolari rispetto a conseguenze più immediate e considerare fattori, come l'età e la relativa salute cardiovascolare di un paziente, prima di prescrivere determinati tipi di terapia adiuvante.
Uno degli effetti collaterali più importanti della terapia adiuvante è la perdita di fertilità. Per i maschi pre-pubescenti, la crioconservazione del tessuto testicolare è un'opzione per preservare la fertilità futura. Per i maschi post-pubescenti, questo effetto collaterale può essere attenuato attraverso la crioconservazione del seme. Per le donne in pre-menopausa, le opzioni per preservare la fertilità sono spesso molto più complesse. Ad esempio, le pazienti con carcinoma mammario in età fertile spesso devono valutare i rischi e i benefici associati all'avvio di un regime terapeutico adiuvante dopo il trattamento primario. In alcune situazioni a basso rischio e basso beneficio, rinunciare del tutto al trattamento adiuvante può essere una decisione ragionevole, ma nei casi in cui il rischio di metastasi è elevato, le pazienti possono essere costrette a prendere una decisione difficile. Sebbene esistano opzioni per la conservazione della fertilità (ad es. conservazione dell'embrione, crioconservazione degli ovociti, soppressione ovarica, ecc.), sono opzioni spesso onerose.
A seguito di complicazioni che possono derivare dall'uso della terapia adiuvante, la filosofia che circonda l'uso della terapia adiuvante in ambito clinico si è spostata verso l'obiettivo di arrecare il minor danno possibile ai pazienti. Gli standard per l'intensità della dose dei trattamenti adiuvanti e la durata del trattamento sono periodicamente aggiornati per ottimizzare l'efficienza del regime minimizzando gli effetti collaterali tossici che i pazienti devono sostenere.
La terapia concomitante o concomitante con carcinoma sistemico si riferisce alla somministrazione di trattamenti medici contemporaneamente ad altre terapie, come le radiazioni. La terapia ormonale adiuvante viene somministrata dopo la rimozione della prostata nel carcinoma prostatico, ma vi sono dubbi sul fatto che gli effetti collaterali, in particolare quelli cardiovascolari, possano superare il rischio di recidiva.
Nel carcinoma mammario, la terapia adiuvante può consistere in chemioterapia (doxorubicina, trastuzumab, paclitaxel, docetaxel, ciclofosfamide, fluorouracile e metotrexato) e radioterapia, specialmente dopo la lumpectomia, e terapia ormonale (tamoxifene, letrozolo). La terapia adiuvante nel carcinoma mammario è utilizzata nel carcinoma mammario in stadio uno e due dopo la lumpectomia e nel carcinoma mammario in stadio tre a causa del coinvolgimento dei linfonodi.
Nel glioblastoma multiforme, la chemioradioterapia adiuvante è fondamentale nel caso di un tumore completamente rimosso, poiché in assenza di altre terapie, la recidiva si verifica in 1-3 mesi [citazione necessaria].
Nella fase iniziale, un carcinoma polmonare a una piccola cellula, la chemioterapia adiuvante con gemzar, cisplatino, paclitaxel, docetaxel e altri agenti chemioterapici e la radioterapia adiuvante vengono somministrati ai polmoni, per prevenire una recidiva locale, o al cervello per prevenire le metastasi.
Nel carcinoma del testicolo, a seguito di orchiectomia possono essere utilizzati adiuvanti o radioterapia o chemioterapia. In precedenza, veniva utilizzata principalmente la radioterapia, poiché un ciclo completo di chemioterapia citotossica produceva molti più effetti collaterali rispetto a un corso di radioterapia a fascio esterno (EBRT). [Citazione necessaria] Tuttavia, è stato trovato che una singola dose di carboplatino è efficace quanto EBRT nel carcinoma testicolare in stadio II, con solo lievi effetti collaterali (azione mielosoppressiva transitoria contro malattia neutropenica mielosoppressiva grave e prolungata nella chemioterapia normale e molto meno vomito, diarrea, mucosite e assenza di alopecia nel 90% dei casi. [citazione necessaria]

### Terapia sistemica del cancro concomitante
La terapia adiuvante è particolarmente efficace in alcuni tipi di cancro, tra cui carcinoma del colon-retto, carcinoma polmonare e medulloblastoma. Nel medulloblastoma completamente resecato, il tasso di sopravvivenza a 5 anni è dell'85% se viene eseguita la chemioterapia adiuvante e/o l'irradiazione craniospinale, e solo il 10% se non viene utilizzata la chemioterapia adiuvante o l'irradiazione craniospinale. L'irradiazione cranica profilattica per la leucemia linfoblastica acuta (LLA) è tecnicamente adiuvante e la maggior parte degli esperti concorda sul fatto che l'irradiazione cranica riduce il rischio di recidiva del sistema nervoso centrale (SNC) in ALL e possibilmente leucemia mieloide acuta (LMA), ma può causare gravi effetti collaterali, e adiuvante metotrexato intratecale e idrocortisone possono essere efficaci quanto l'irradiazione cranica, senza gravi effetti tardivi, come disabilità dello sviluppo, demenza e aumento del rischio di seconda neoplasia.

### Chemioterapia dose dense
La chemioterapia dose-dense (o Dose-Dense Chemotherapy o DDC) è recentemente emersa come un metodo efficace per la somministrazione di chemioterapia adiuvante. La DDC utilizza la curva di Gompertz per spiegare la crescita delle cellule tumorali dopo l'intervento chirurgico iniziale che rimuove la maggior parte della massa tumorale. Le cellule tumorali rimaste dopo un intervento chirurgico in genere si dividono rapidamente le cellule, rendendole le più vulnerabili alla chemioterapia. I regimi chemioterapici standard vengono generalmente somministrati ogni tre settimane per consentire alle normali cellule di riprendersi. Questa pratica ha portato gli scienziati all'ipotesi che la ricorrenza del cancro dopo l'intervento chirurgico e la chemioterapia potrebbe essere dovuta alle cellule che si immergono rapidamente superando il tasso di somministrazione della chemioterapia. DDC tenta di aggirare questo problema dando la chemioterapia ogni due settimane. Per ridurre gli effetti collaterali della chemioterapia che possono essere esacerbati con trattamenti chemioterapici più strettamente somministrati, i fattori di crescita vengono generalmente somministrati insieme al DDC per ripristinare la conta dei globuli bianchi. Una recente meta-analisi 2018 degli studi clinici sulla DDC in pazienti con carcinoma mammario in fase iniziale ha indicato risultati promettenti nelle donne in premenopausa, ma la DDC deve ancora diventare lo standard di trattamento in clinica.

### Tumori specifici

#### Melanoma
Il ruolo della terapia adiuvante nel melanoma maligno è stato ed è fortemente dibattuto dagli oncologi. Nel 1995 uno studio multicentrico ha riportato una sopravvivenza a lungo termine e libera da malattia nei pazienti con melanoma che utilizzano l'interferone alfa 2b come terapia adiuvante. Quindi, più tardi nello stesso anno, la Food and Drug Administration (FDA) degli Stati Uniti ha approvato l'interferone alfa 2b per i pazienti con melanoma che sono attualmente liberi da malattia, per ridurre il rischio di recidiva.
La chemioterapia adiuvante è stata utilizzata nel melanoma maligno, ma ci sono poche prove concrete per usare la chemioterapia in ambiente adiuvante. Tuttavia, il melanoma non è un tumore maligno resistente alla chemioterapia. La dacarbazina, la temozolomide e il cisplatino hanno tutti un tasso di risposta riproducibile del 10-20% nel melanoma metastatico; tuttavia, queste risposte sono spesso di breve durata e quasi mai complete. Numerosi studi hanno dimostrato che la radioterapia adiuvante migliora i tassi di recidiva locale nei pazienti con melanoma ad alto rischio. Gli studi includono almeno due studi sul centro del cancro di M. Anderson. Tuttavia, nessuno degli studi ha dimostrato che la radioterapia adiuvante avesse un beneficio statisticamente significativo in termini di sopravvivenza.
Numerosi studi sono attualmente in corso per determinare se gli agenti immunomodulatori che si sono dimostrati efficaci in ambito metastatico siano di beneficio come terapia adiuvante per i pazienti con malattia di stadio 3 o 4 resecata.

#### Tumore colon-rettale
La chemioterapia adiuvante è efficace nel prevenire l'espansione della malattia micrometastatica dal carcinoma del colon-retto che è stato rimosso chirurgicamente. Gli studi hanno dimostrato che il fluorouracile è un'efficace chemioterapia adiuvante tra i pazienti con stabilità dei microsatelliti o instabilità dei microsatelliti a bassa frequenza, ma non nei pazienti con instabilità dei microsatelliti ad alta frequenza.

#### Tumore del pancreas esocrino
Il cancro del pancreas esocrino ha uno dei più bassi tassi di sopravvivenza a cinque anni su tutti i tumori. A causa degli scarsi risultati associati alla sola chirurgia, il ruolo della terapia adiuvante è stato ampiamente valutato. Una serie di studi ha stabilito che sei mesi di chemioterapia con gemcitabina o fluorouracile, rispetto all'osservazione, migliora la sopravvivenza globale. Sono in corso studi più recenti che incorporano inibitori del checkpoint immunitario come gli inibitori della morte programmata 1 (PD-1) e il ligando PD-1 PD-L1.

#### Cancro ai polmoni-carcinoma polmonare non a piccole cellule (NSCLC)
Nel 2015, una metanalisi completa di 47 studi e 11.107 pazienti ha rivelato che i pazienti con NSCLC beneficiano della terapia adiuvante sotto forma di chemioterapia e/o radioterapia. I risultati hanno scoperto che i pazienti sottoposti a chemioterapia dopo l'intervento chirurgico iniziale hanno vissuto il 4% in più di quelli che non hanno ricevuto la chemioterapia. Si ritiene che la tossicità risultante dalla chemioterapia adiuvante sia gestionale.

#### Cancro alla vescica
La chemioterapia a base di platino neoadiuvante ha dimostrato di migliorare la sopravvivenza globale nel carcinoma della vescica in stadio avanzato, ma esistono alcune controversie nell'amministrazione. La risposta imprevedibile del paziente rimane lo svantaggio della terapia neoadiuvante. Mentre può ridurre i tumori in alcuni pazienti, altri potrebbero non rispondere affatto al trattamento. È stato dimostrato che un ritardo nella chirurgia superiore a 12 settimane dal momento della diagnosi può ridurre la sopravvivenza globale. Pertanto, i tempi per i neoadiuvanti diventano critici, poiché un corso di terapia neoadiuvante potrebbe ritardare una cistectomia e consentire al tumore di crescere e metastatizzare ulteriormente.

#### Cancro alla mammella
È noto da almeno 30 anni che la chemioterapia adiuvante aumenta il tasso di sopravvivenza libera da recidiva per i pazienti con carcinoma mammario. Nel 2001, dopo una conferenza di consenso nazionale, un panel del National Institute of Health degli Stati Uniti ha concluso: “Perché la polichemioterapia adiuvante migliora la sopravvivenza, dovrebbe essere raccomandata alla maggior parte delle donne con carcinoma mammario localizzato indipendentemente dallo stato dei linfonodi, della menopausa o del recettore ormonale."
Gli agenti utilizzati includono:
- ciclofosfamide
- metotrexato
- fluorouracile
- doxorubicina
- docetaxel
- paclitaxel
- epirubicina
- palbociclib
- tamoxifene
- trastuzumab

Tuttavia, sono state sollevate preoccupazioni etiche circa l'entità del beneficio di questa terapia poiché comporta un ulteriore trattamento dei pazienti senza conoscere la possibilità di ricaduta. Il dott. Bernard Fisher, tra i primi a condurre uno studio clinico per valutare l'efficacia della terapia adiuvante su pazienti con carcinoma mammario, ha affermato che i potenziali benefici devono essere valutati rispetto alla tossicità e al costo del trattamento e altri potenziali effetti collaterali.

##### Chemioterapia adiuvante combinata per carcinoma mammario
Somministrare due o più agenti chemioterapici contemporaneamente può ridurre le possibilità di recidiva del cancro e aumentare la sopravvivenza globale nei pazienti con carcinoma mammario. I regimi di chemioterapia di combinazione comunemente usati includono:
- Doxorubicina e ciclofosfamide
- Doxorubicina e ciclofosfamide seguite da docetaxel
- Doxorubicina e ciclofosfamide seguite da ciclofosfamide, metotrexato e fluorouracile
- Ciclofosfamide, metotrexato e fluorouracile
- Docetaxel e ciclofosfamide
- Docetaxel, doxorubicin e ciclofosfamide
- Ciclofosfamide, epirubicina e fluorouracile.[27]

### Cancro ovarico
Circa il 15% dei tumori ovarici viene rilevato nella fase iniziale, in cui il tasso di sopravvivenza a 5 anni è del 92%. Una meta-analisi norvegese di 22 studi randomizzati riguardanti il carcinoma ovarico in stadio precoce ha rivelato la probabilità che 8 donne su 10 trattate con cisplatino dopo l'intervento chirurgico iniziale siano state trattate troppo. I pazienti con diagnosi precoce che sono stati trattati con cisplatino immediatamente dopo l'intervento chirurgico sono andati peggio dei pazienti che non sono stati trattati. Un'ulteriore attenzione chirurgica per le giovani donne con tumori in fase iniziale è la conservazione dell'ovaio controlaterale per la conservazione della fertilità.
La maggior parte dei casi di tumore ovarico viene rilevata nelle fasi avanzate, quando la sopravvivenza è notevolmente ridotta.

### Cancro cervicale
Nei tumori cervicali in fase iniziale, la ricerca suggerisce che la chemioterapia a base di platino adiuvante dopo chemioterapia può migliorare la sopravvivenza. Per i tumori cervicali avanzati, sono necessarie ulteriori ricerche per determinare l'efficacia, la tossicità e l'effetto sulla qualità della vita della chemioterapia adiuvante.

### Tumore endometriale
Poiché la maggior parte dei casi di carcinoma endometriale in stadio precoce viene diagnosticata precocemente e in genere è molto curabile con la chirurgia, la terapia adiuvante viene somministrata solo dopo che il follow up e i fattori istologici determinano che un paziente è ad alto rischio di recidiva. La radioterapia adiuvante pelvica ha ricevuto un esame per il suo uso nelle donne sotto i 60 anni, poiché gli studi hanno indicato una riduzione della sopravvivenza e un aumento del rischio di seconde neoplasie dopo il trattamento.
Nel carcinoma endometriale in stadio avanzato, la terapia adiuvante è tipicamente radiazione, chemioterapia o una combinazione dei due. Mentre il carcinoma in stadio avanzato costituisce solo circa il 15% delle diagnosi, rappresenta il 50% delle morti per carcinoma endometriale. I pazienti sottoposti a radioterapia e/o chemioterapia a volte sperimentano benefici modesti prima della ricaduta.